# Carlo Rossi (paroliere)
Carlo Rossi (Roma, 27 novembre 1920 – Roma, 16 maggio 1989) è stato un paroliere e produttore discografico italiano, padre del compositore Roberto Rossi.
Ha utilizzato anche lo pseudonimo Giangrano.

## Biografia
Carlo Rossi è uno dei più noti parolieri e discografici italiani; non va confuso con il musicista e discografico riminese, quasi omonimo, Carlo Alberto Rossi o con l'attore di teatro Carlo Rossi (Carlo Maria all'anagrafe) noto con il personaggio di Empirio de L'albero azzurro.

### L'attività di paroliere
L'inizio dell'attività di Carlo Rossi come autore di testi per canzoni è legato alla sua conoscenza, nel 1958, di un giovane musicista romano, Edoardo Vianello: costui compone delle musiche semplici e orecchiabili, ed ha bisogno di un paroliere che sappia legare ad esse dei testi altrettanto semplici ma non banali, e lo trova in Carlo Rossi, che per hobby scrive poesie e racconti spesso umoristici, che riesce ad applicare l'ironia e il divertimento nei testi delle canzoni. I due vengono fatti conoscere da un amico comune, Teddy Reno; fino a quel momento Rossi ha lavorato come impiegato, ma ha sempre avuto l'hobby dello scrivere. Quando Vianello ottiene un contratto discografico con la RCA anche Rossi, pur continuando a collaborare con il cantautore romano, inizia a comporre con altri musicisti che gravitano attorno alla stessa casa discografica, come Piero Piccioni, Roby Ferrante, Marcello Marrocchi.
Nel 1961 partecipa per la prima volta al Festival di Sanremo con una canzone cantata da Edoardo Vianello, Che freddo!, che però viene eliminata. Con Vianello, oltre ai suoi grandi successi di quegli anni (come Il capello, Abbronzatissima, I Watussi e molte altre) scrive due canzoni per la giovane cantante torinese Rita Pavone: La partita di pallone e Sul cucuzzolo. Il 1963 è l'anno del grande successo di Cuore, testo in italiano di un successo americano sempre per la Pavone. Nel 1964 scrive il testo di un grande successo per la cantante Louiselle, Andiamo a mietere il grano; la cantante non bisserà più questo successo con i dischi successivi, ma si innamora di Rossi, e i due si sposano l'anno successivo. Il 1964 è anche l'anno della sua seconda partecipazione al Festival di Sanremo con una canzone cantata da Paul Anka (su musica di Roby Ferrante) si tratta di Ogni volta, che risulta essere uno dei 45 giri più venduti dell'anno.

### Discografico
Nel 1966 Carlo Rossi è tra i fondatori, con Ennio Morricone, Nico Fidenco e il discografico Vincenzo Micocci (tutti conosciuti negli anni alla RCA), di una nuova casa discografica, la Parade. Il progetto è da un lato quello di continuare la ricerca di nuovi talenti, dall'altro quello di diffondere discograficamente le grandi colonne sonore. Uno dei primi 45 giri pubblicati è quello di un giovane cantautore napoletano, che si chiama Edoardo Bennato; in particolare Rossi e Micocci erano rimasti colpiti dalla canzone Era solo un sogno, ed avevano provato a contattare Bobby Solo per proporgliela ma, poiché l'artista romano non è interessato, il disco viene pubblicato dalla Parade.
L'attività continua negli anni successivi, e tra gli artisti scoperti e lanciati sono da citare il gruppo napoletano degli Alunni del Sole, Donatella Moretti, i Calipop (che incisero una cover in italiano di Let's spend the night together dei Rolling Stones) e i Chetro & Co di Ettore De Carolis, uno dei primi gruppi psichedelici italiani. Per la Parade incisero inoltre anche sua moglie Louiselle, Nancy Cuomo e Fausto Cigliano. Come ricordato, la casa discografica si caratterizza anche per il cospicuo numero di colonne sonore pubblicate, scritte da grandi musicisti come Armando Trovajoli, Luis Bacalov e, ovviamente, lo stesso Ennio Morricone. All'inizio del 1970, però, la casa discografica chiude: come ha raccontato Vincenzo Micocci in molte interviste, la Parade era rappresentata da un avvocato che aveva il vizio del gioco e fece sparire del denaro, per cui i soci decisero la chiusura dell'azienda. Dopo questa esperienza, Rossi fonderà la Erre.

## Canzoni scritte da Carlo Rossi
- 1960 - Siamo due esquimesi per Edoardo Vianello (musica di Edoardo Vianello)
- 1961 - Che freddo! per Edoardo Vianello (musica di Edoardo Vianello)
- 1961 - Cicciona cha cha per Edoardo Vianello (musica di Ennio Morricone, che si firma con lo pseudonimo Dansavio)
- 1961 - Il capello per Edoardo Vianello (musica di Edoardo Vianello)
- 1961 - Pinne, fucile ed occhiali per Edoardo Vianello (musica di Edoardo Vianello)
- 1961 - Faccio finta di dormire per Edoardo Vianello (testo di Carlo Rossi e Gianni Marchetti, musica di Ennio Morricone)
- 1962 - Una donna come te per Roby Ferrante (musica di Robifer = Roby Ferrante)
- 1962 - La nave talpa per Roby Ferrante (musica di Robifer = Roby Ferrante)
- 1962 - La partita di pallone per Rita Pavone (musica di Edoardo Vianello)
- 1962 - Sul cucuzzolo per Rita Pavone (musica di Edoardo Vianello)
- 1962 - Guarda come dondolo per Edoardo Vianello (musica di Edoardo Vianello)
- 1962 - Pinne, fucile e occhiali per Edoardo Vianello (musica di Edoardo Vianello)
- 1963 - Quando in cielo la luna per Los Hermanos Rigual (musica di Enrico Polito)
- 1963 - Dondolano per Los Hermanos Rigual (musica di Ennio Morricone)
- 1963 - Marcella per Los Hermanos Rigual (musica di Pedro Rigual)
- 1963 - Abbronzatissima per Edoardo Vianello (musica di Edoardo Vianello)
- 1963 - Il Cicerone per Edoardo Vianello (musica di Edoardo Vianello)
- 1963 - Quando finisce l'estate per Rosy (musica di Oreste Vassallo)
- 1963 - 24 ore al giorno per Gianni Morandi (musica di Isabetta)
- 1963 - Un giorno di mare per Donatella Moretti (musica di Flavio Carraresi)
- 1963 - Ti amo perché per Edoardo Vianello (musica di Edoardo Vianello)
- 1963 - Sotto il sole per Enrico Polito (in collaborazione con Mogol = Giulio Rapetti / musica di Enrico Polito)
- 1963 - Che sete per Enrico Polito (in collaborazione con Mogol = Giulio Rapetti / musica di Enrico Polito)
- 1963 - I Watussi per Edoardo Vianello (musica di Edoardo Vianello)
- 1963 - Prendiamo in affitto una barca per Edoardo Vianello (musica di Dansavio = Ennio Morricone)
- 1963 - Ma guardatela per Edoardo Vianello (musica di Edoardo Vianello)
- 1963 - Così per Peggy March (musica di Luis Bacalov)
- 1963 - Cuore per Rita Pavone (testo originale e musica di Mann-Weill)
- 1963 - Alla mia età per Rita Pavone (musica di Roby Ferrante)
- 1963 - Son finite le vacanze per Rita Pavone (musica di Palleschi e Mario Cantini)
- 1963 - La commessa per Rita Pavone (musica di Piero Piccioni)
- 1963 - La forza del destino per Neil Sedaka (musica di Ennio Morricone e Robifer = Roby Ferrante)
- 1963 - Ti ho conosciuto per Rita Pavone, Rosy, Edoardo Vianello (musica di Dansavio = Ennio Morricone)
- 1964 - Ogni volta per Paul Anka, per Roby Ferrante (musica di Robifer = Roby Ferrante)
- 1964 - La mia mania per Gianni Morandi (musica di Ennio Morricone)
- 1964 - Sono un ragazzo per Roby Ferrante (musica di Robifer = Roby Ferrante)
- 1964 - Tu sei sempre per Roby Ferrante (musica di Roby Ferrante)
- 1964 - La piroga per I Flippers (musica di Ennio Morricone e Roby Ferrante)
- 1964 - Da quando ho visto te per Pierfilippi (musica di Vittorio Bezzi)
- 1964 - Questa pioggia passerà per Pierfilippi (musica di Baron [=?])
- 1964 - La cabina per Gianni Meccia (musica di Gianni Meccia)
- 1964 - Eravamo amici per Dino (musica di Shel Shapiro) - ARC AN 4005
- 1964 - Quello che conta per Mary Di Pietro (musica di Enrico Ciacci) - RCA ARC AN 4017
- 1964 - Perché è così per Mary Di Pietro (musica di Enrico Ciacci) - RCA ARC AN 4017
- 1964 - Occhi miei per Elena Rossi (musica di Marcello Marrocchi) - RCA ARC AN 4033
- 1964 - Rossi Elena per Elena Rossi (autori: Rossi/Hugo/Luigi/Weiss) - RCA ARC AN 4033
- 1964 - Il momento giusto per Louiselle (musica di Guycen = Guido Cenciarelli)
- 1964 - Forse un giorno per Louiselle (musica di Marcello Marrocchi)
- 1964 - Anche se mi fai paura per Louiselle (musica di Marcello Marrocchi)
- 1964 - Quello che c'è tra me e te per Louiselle (musica di Marcello Marrocchi)
- 1964 - Stasera resta con me per Paul Anka (musica di Paul Anka)
- 1964 - Cielo per Peggy March (musica di Robifer = Roby Ferrante)
- 1964 - Il biliardo per Roby Ferrante (musica di Roby Ferrante)
- 1964 - No, non mi puoi lasciare per Roby Ferrante (musica di Paul Anka)
- 1964 - Mezzanotte per Cocky Mazzetti e Los Hermanos Rigual (musica di Angelo Rotunno)
- 1964 - Domani prendo il primo treno per Paul Anka (musica di Paul Anka)
- 1964 - Gli amici e tu per Paul Anka (musica di Paul Anka)
- 1964 - Estate senza te per Paul Anka (musica di Robifer = Roby Ferrante)
- 1964 - Senza te io me moro per Paul Anka (musica di Roby Ferrante)
- 1964 - Il cicerone per Edoardo Vianello (musica di Edoardo Vianello)
- 1964 - Tremarella per Edoardo Vianello (musica di Gregorio Alicata e Edoardo Vianello)
- 1964 - Un tuffo al cuore per Rosy (musica di Sante Maria Romitelli)
- 1965 - No, non mi puoi lasciar per Paul Anka (musica di Paul Anka)
- 1965 - Oggi no, domani si per Paul Anka (musica di Paul Anka)
- 1965 - Il giorno mio per Roby Ferrante (musica di Aldo Tamborrelli e Roby Ferrante)
- 1965 - Fratello mio per Roby Ferrante (musica di Aldo Tamborrelli e Roby Ferrante)
- 1965 - Ascoltami per Louiselle, per Dalida (musica di Vittorio Bezzi)
- 1965 - Mia, è colpa mia per Louiselle (musica di Vittorio Bezzi)
- 1965 - Andiamo a mietere il grano per Louiselle (musica di Marcello Marrocchi)
- 1965 - Anche tu per Louiselle (musica di Marcello Marrocchi)
- 1965 - La mia vita per Louiselle (musica di Marcello Marrocchi)
- 1965 - Sorridono per Louiselle (musica di Guycen = Guido Cenciarelli)
- 1965 - Quando a settembre per Mariolino Barberis (musica di Sante Maria Romitelli)
- 1965 - Il peperone per Edoardo Vianello (musica di Edoardo Vianello)
- 1966 - Una stanza vuota per Lisa Gastoni (musica di Ennio Morricone)
- 1966 - Il pontile per Louiselle (musica di Carlo Lanati e Marcello Marrocchi)
- 1966 - È triste doverti lasciare per Louiselle (musica di Carlo Lanati e Marcello Marrocchi)
- 1966 - Ci sono due per Louiselle (musica di Carlo Lanati e Marcello Marrocchi)
- 1966 - Come è bello per Louiselle (musica di Carlo Lanati e Marcello Marrocchi)
- 1966 - Hip hip hurrà per Rita Pavone (musica di Johann Strauss[non chiaro])
- 1966 - Occhi miei per Rita Pavone (musica di Marcello Marrocchi)
- 1966 - Sei più forte di me per Paul Anka (musica di Paul Anka)
- 1966 - Orazi e Curiazi per Rita Pavone (musica di Marcello Marrocchi e Carlo Lanati)
- 1966 - Nelle mani tue (We Can Work It Out) per Mike Liddell e gli Atomi (testo originale e musica di John Lennon, Paul McCartney)
- 1968 - L'aquilone (in collaborazione con Paolo Morelli) per Alunni del Sole (musica di Paolo Morelli, Ettore De Carolis)
- 1968 - Con l'aiuto degli dei (Ulisse) (in collaborazione con Paolo Morelli) per Alunni del Sole (musica di Paolo Morelli, Ettore De Carolis)
- 1969 - Concerto (in collaborazione con Paolo Morelli) per Alunni del Sole (musica di Paolo Morelli)
- 1969 - Le 4-Le 5-Le 6-Le 7 (in collaborazione con Paolo Morelli) per Alunni del Sole (musica di Paolo Morelli)
- 1971 - Isa...Isabella (in collaborazione con Paolo Morelli) per Alunni del Sole (musica di Paolo Morelli)
- 2022 - Finimondo di Myss Keta (musica di Gregory Taurone, Edoardo Vianello, Stefano Riva)